# Entente sportive Cormelles-le-Royal
Vous pouvez aider à l'améliorer ou bien discuter des problèmes sur sa page de discussion.
- Il ne cite pas suffisamment ses sources. Vous pouvez indiquer les passages à sourcer avec {{référence nécessaire}} ou {{Référence souhaitée}}, et inclure les références utiles en les liant aux notes de bas de page. (Marqué depuis septembre 2024)
- Son texte doit être wikifié : il ne correspond pas à la mise en forme Wikipédia (style, typographie, liens internes, liens entre les wikis, etc.). (Marqué depuis juillet 2023)
- Il est à actualiser. Certains passages sont obsolètes ou annoncent des événements désormais passés. (Marqué depuis février 2018)

- Archive Wikiwix
- Bing
- Cairn
- DuckDuckGo
- E. Universalis
- Gallica
- Google
- G. Books
- G. News
- G. Scholar
- Persée
- Qwant
- (zh) Baidu
- (ru) Yandex
- (wd) trouver des œuvres sur Wikidata

Maillots
L'Entente sportive Cormelles-le-Royal est un club de football français basé à Cormelles-le-Royal et fondé en 1992. L'équipe fanion évolue actuellement en départemental au district du Calvados. L'équipe féminine était auparavant reconnue avant de disparaître en 2015-2016.

## Historique
Les Cormelloises atteignent la Division 1 pour la première fois de leur histoire en 2000, après avoir passé plusieurs saisons au sein de la Ligue de Basse-Normandie. L'expérience est malheureuse, puisque le club redescend immédiatement et s'installe alors en Division 2 avec quelques passages rapides en Division 3.
L'équipe fanion du club, entraînée par Vincent Lehay, participe au championnat de seconde division pour la 3e saison consécutive et évolue au stade municipal de Cormelles-le-Royal. L'équipe masculine du club, qui n'a jamais réussi à percer au niveau national, évolue en D1 district (2023).
- 2014-2015 : L'ex-cormelloise dans les années 2000, Katia Le Corre, prend en charge l'équipe Féminine et aura pour objectif initial la reconstruction de la section.
- 2015-2016 : L'équipe féminine de l'ESC disparait.
- 2019-2020 : La nouvelle équipe féminine senior de Cormelles renaît et commence au niveau départemental à 8.
- 2022-2023 : Le travail mené par le club porte ses fruits notamment avec l'école de football
  - Les U18A menés par Stephane Lemière (président en entraineur jusqu'en 2023) décrochent la 1re place de D1 groupe Elite en monte en Régional 3.
  - Les Seniors 1 se maintiennent en D1 district, tandis que l'équipe seniors 2 montent en D2 District.

## Identité

### Logos

Logo jusqu'en 2015.
Logo depuis 2015.

## Palmarès
| Compétitions nationales                                                        | Compétitions régionales                                                              |
| - Championnat de France de D2 - Champion : 2000. - Vice-champion : 1994, 1999. | - Coupe de Basse-Normandie - Vainqueur : 2010, 2012. - Finaliste : 2011, 2013, 2014. |

## Bilan saison par saison
Le tableau suivant retrace le parcours du club depuis sa création en 1992.
| Édition   | Division 1 | Division 2  | Division 3                           | Championnat interrégional féminin | Championnat Interligue Maine-Normand | PH Basse-Normandie féminine | Coupe de Basse-Normandie féminine | Coupe de France féminine |
| 1992-1993 | -          | 7e          | Championnat inexistant               | Championnat inexistant            | Championnat inexistant               | Championnat inexistant      | -                                 | Coupe inexistante        |
| 1993-1994 | -          | 2e          | Championnat inexistant               | Championnat inexistant            | Championnat inexistant               | Championnat inexistant      | -                                 | Coupe inexistante        |
| 1994-1995 | -          | 4e          | Championnat inexistant               | Championnat inexistant            | Championnat inexistant               | Championnat inexistant      | -                                 | Coupe inexistante        |
| 1995-1996 | -          | 4e          | Championnat inexistant               | Championnat inexistant            | Championnat inexistant               | Championnat inexistant      | -                                 | Coupe inexistante        |
| 1996-1997 | -          | 4e          | Championnat inexistant               | Championnat inexistant            | Championnat inexistant               | Championnat inexistant      | -                                 | Coupe inexistante        |
| 1997-1998 | -          | 4e          | Championnat inexistant               | Championnat inexistant            | Championnat inexistant               | Championnat inexistant      | -                                 | Coupe inexistante        |
| 1998-1999 | -          | 2e          | Championnat inexistant               | Championnat inexistant            | Championnat inexistant               | Championnat inexistant      | -                                 | Coupe inexistante        |
| 1999-2000 | -          | 1er         | Championnat inexistant               | Championnat inexistant            | Championnat inexistant               | Championnat inexistant      | -                                 | Coupe inexistante        |
| 2000-2001 | 10e        | -           | Championnat inexistant               | Championnat inexistant            | Championnat inexistant               | Championnat inexistant      | -                                 | Coupe inexistante        |
| 2001-2002 | -          | 5e (Gr. A)  | Championnat inexistant               | Championnat inexistant            | Championnat inexistant               | Championnat inexistant      | -                                 | -                        |
| 2002-2003 | -          | 5e (Gr. A)  | -                                    | Championnat inexistant            | Championnat inexistant               | Championnat inexistant      | -                                 | 16e de finale            |
| 2003-2004 | -          | 4e (Gr. A)  | -                                    | Championnat inexistant            | Championnat inexistant               | Championnat inexistant      | -                                 | -                        |
| 2004-2005 | -          | 5e (Gr. A)  | -                                    | Championnat inexistant            | Championnat inexistant               | Championnat inexistant      | -                                 | 16e de finale            |
| 2005-2006 | -          | 9e (Gr. A)  | -                                    | Championnat inexistant            | Championnat inexistant               | Championnat inexistant      | -                                 | -                        |
| 2006-2007 | -          | -           | 1er (Gr. A) 2e (Tournoi Final Gr. A) | Championnat inexistant            | Championnat inexistant               | Championnat inexistant      | -                                 | -                        |
| 2007-2008 | -          | 10e (Gr. A) | -                                    | Championnat inexistant            | Championnat inexistant               | Championnat inexistant      | -                                 | 2e Tour Fédéral          |
| 2008-2009 | -          | -           | 8e (Gr. C)                           | Championnat inexistant            | Championnat inexistant               | Championnat inexistant      | -                                 | 2e Tour Fédéral          |
| 2009-2010 | -          | -           | 3e (Gr. C)                           | Championnat inexistant            | Championnat inexistant               | Championnat inexistant      | Vainqueur                         | 16e de finale            |
| 2010-2011 | -          | 9e (Gr. A)  | Championnat inexistant               | -                                 | Championnat inexistant               | Championnat inexistant      | Finaliste                         | 1er Tour Fédéral         |
| 2011-2012 | -          | 9e (Gr. A)  | Championnat inexistant               | -                                 | Championnat inexistant               | Championnat inexistant      | Vainqueur                         | 16e de finale            |
| 2012-2013 | -          | 6e (Gr. B)  | Championnat inexistant               | -                                 | Championnat inexistant               | Championnat inexistant      | Finaliste                         | 32e de finale            |
| 2013-2014 | -          | 12e (Gr. B) | Championnat inexistant               | -                                 | Championnat inexistant               | Championnat inexistant      | Finaliste                         | 1er Tour Fédéral         |
| 2014-2015 | -          | -           | Championnat inexistant               | -                                 | -                                    | 10e                         | 1/4 de finale                     | non-jouée                |
| 2015-2016 | -          | -           | Championnat inexistant               | -                                 | -                                    | e                           | -                                 | non-jouée                |
| 2016-2017 | -          | -           | Championnat inexistant               | -                                 | -                                    | -                           | -                                 | -                        |
| 2017-2018 | -          | -           | Championnat inexistant               | -                                 | -                                    | -                           | -                                 | -                        |
| 2018-2019 | -          | -           | Championnat inexistant               | -                                 | -                                    | -                           | -                                 | -                        |
| 2019-2020 | -          | -           | Championnat inexistant               | -                                 | -                                    | -                           | -                                 | -                        |

### Section Féminine
Les seniors F montent en foot à 8 dans le groupe A[Quoi ?].
Les U16F finissent deuxièmes du Groupe A en foot à 8. Elles accèdent à la finale de la coupe de Calvados (défaite aux penaltys contre AF Virois)[Quoi ?].